# 2T busz (Ózd)
Az ózdi 2T jelzésű autóbusz egy helyi járat volt, ami a Kórház és a Ruhagyár között közlekedett a Tesco áruház érintésével. A viszonylatot az ÉMKK Zrt. üzemeltette.

## Megállóhelyei
Az átszállási kapcsolatok között az azonos útvonalon közlekedő 20AT és 20T, illetve a Tesco áruház érintése nélkül közlekedő 2-es, 2A, 20-as és 20A busz és nincs feltüntetve!
| 0  | Kórház végállomás                  | 27 | 1A, 12, 12T                                      |
| 3  | Petőfi tér                         | 24 | 1A, 12, 12T 4153, 4157, 4158, 4160               |
| 4  | József Attila utca 3.              | ∫  | 1A, 12, 12T                                      |
| ∫  | 48-as utca 8.                      | 23 | 1A, 12, 12T 4158                                 |
| 5  | Hotel Ózd                          | 22 | 1A, 12, 12T 4153, 4158, 4160                     |
| 7  | Gyújtó tér                         | 20 | 4, 7, 8, 8A, 12, 12A, 12AT, 12T, 21, 22, 26, 26A |
| 9  | Városház tér                       | 18 | 12, 12A, 12AT, 12T, 21, 26, 26A 4185, 4186       |
| 10 | Bolyoki elágazás                   | 17 | 12, 12A, 12AT, 12T, 21, 26, 26A 4185, 4186       |
| 11 | Zrínyi utca 5.                     | 16 | 12, 12A, 12AT, 12T, 21 4186                      |
| 15 | Tesco                              | 12 | 12AT, 12T                                        |
| 19 | Árpád Vezér Utcai Általános Iskola | 8  | 12, 12A, 12AT, 12T, 21 4186                      |
| 20 | Civil Ház                          | 7  | 12, 12A, 12AT, 12T, 21 4186                      |
| 21 | Strandfürdő                        | 6  | 12, 12A, 12AT, 12T, 21 4186                      |
| 23 | Bolyki Fő út (ABC áruház)          | 4  | 21 4186                                          |
| 25 | Bolyki Fő út (Asztalos Kft.)       | 2  | 21, 22 4186                                      |
| 27 | Ruhagyár végállomás                | 0  | 22 4186                                          |